# قادرخلج
قادرخلج، روستایی در دهستان سردرود سفلی بخش سردرود شهرستان رزن در استان همدان ایران است.

## جمعیت
بر پایه سرشماری عمومی نفوس و مسکن در سال ۱۳۹۵، جمعیت این روستا برابر با ۱٬۰۳۴ نفر (۲۹۷ خانوار) بوده‌است.